# Marzeh
Marzeh (persiska: مرزه) är en ort i Iran.   Den ligger i provinsen Khuzestan, i den centrala delen av landet, 600 km söder om huvudstaden Teheran. Marzeh ligger 21 meter över havet och antalet invånare är 214.
Terrängen runt Marzeh är mycket platt. Runt Marzeh är det ganska tätbefolkat, med 58 invånare per kvadratkilometer. Närmaste större samhälle är Rāmshīr, 11,9 km norr om Marzeh. Trakten runt Marzeh är ofruktbar med lite eller ingen växtlighet.